# Егоренков, Леонид Семёнович
Егоренков Леонид Семёнович — советский и российский учёный в области взрывателей и систем управления взрывом, конструктор взрывательных устройств, дважды лауреат государственных премий (1979, 2000), кандидат технических наук (1987), старший научный сотрудник, профессор, член-корреспондент Российской академии ракетных и артиллерийских наук, заведующий кафедрой Е6 «Автономные информационные и управляющие системы» факультета Е «Оружие и системы вооружения» ФГБОУ ВО «БГТУ „Военмех“ имени Д. Ф. Устинова».
Под руководством Л. С. Егоренкова и при его непосредственном участии создано более 40 взрывательных устройств для авиабомбовых средств поражения, боевых частей ракет и снарядов РСЗО, минно-торпедного оружия, а также для боевых элементов кассетных боеприпасов.

## Биография и профессиональный путь
Леонид Семёнович родился в Ленинграде 12 октября 1937 года. Ребёнком оказался в Ленинградской блокаде, житель блокадного Ленинграда.
В 1961 году окончил Ленинградский ордена Красного Знамени Механический институт (ныне — БГТУ «Военмех» имени Д. Ф. Устинова) и был направлен на работу в НИИ-22 (ныне — АО "Научно-производственное объединение «Поиск»), где работал более 40 лет и прошёл путь от инженера-конструктора до генерального директора ФГУП НИИ «Поиск» (1998—2005 гг.).
В 1987 году Леониду Семёновичу присуждена учёная степень кандидата технических наук. В 1990 году удостоен учёного звания «Старший научный сотрудник по специальности „Боеприпасы“».
С 1993 года Л. С. Егоренков является членом-корреспондентом Российской академии ракетных и артиллерийских наук (Отделение № 5 «Система вооружения для решения задач борьбы на океанских и морских ТВД»).
С 2000 года профессор Л. С. Егоренков заведует кафедрой Е6 «Автономные информационные и управляющие системы» факультета Е «Оружие и системы вооружения» ФГБОУ ВО «БГТУ „Военмех“ имени Д. Ф. Устинова», ведёт активную преподавательскую и научную деятельность, участвует в конференциях и проводит встречи со студентами. Он является автором более 200 научных трудов и изобретений.

## Награды и лауреатство
1979 г. — лауреат Государственной премии СССР.
2000 г. — лауреат Государственной премии Российской Федерации в области науки и техники.
2003 г. — лауреат премии им. С. И. Мосина.
Удостоен орденов Октябрьской Революции, Трудового Красного Знамени, «Знак Почёта».